# مدرک (مجموعه تلویزیونی)
مدرک (انگلیسی: The Evidence) یک مجموعهٔ تلویزیونی درام آمریکایی است که نخستین بار در ۲۲ مارس ۲۰۰۶ میلادی از شبکهٔ اِی‌بی‌سی پخش شد.
ماجرای این مجموعهٔ جنایی-پلیسی دربارهٔ یک کارآگاه درمانده و بی‌کس از دایرهٔ پلیس سانفرانسیسکوست که دربارهٔ قتل همسر خود تحقیق می‌کند. هر قسمت با صدای یک راوی شروع می‌شود که مدرکی خاص دربارهٔ ماجراهای همان قسمت را ارائه می‌کند و آن را همچون قطعه‌ای از یک پازل، به ببینده معرفی کرده و شرح می‌دهد. بدین ترتیب، خودِ بیننده نیز درگیر ماجرا و حل آن می‌شود.